# Hannu Siitonen
Hannu Juhani Siitonen (Parikkala, 18 marzo 1949) è un ex giavellottista finlandese.

## Palmarès

### Olimpiadi
- 1 medaglia:
  - 1 argento (Montréal 1976 nel lancio del giavellotto)

### Europei
- 1 medaglia:
  - 1 oro (Roma 1974 nel lancio del giavellotto)